# Форма для выпечки

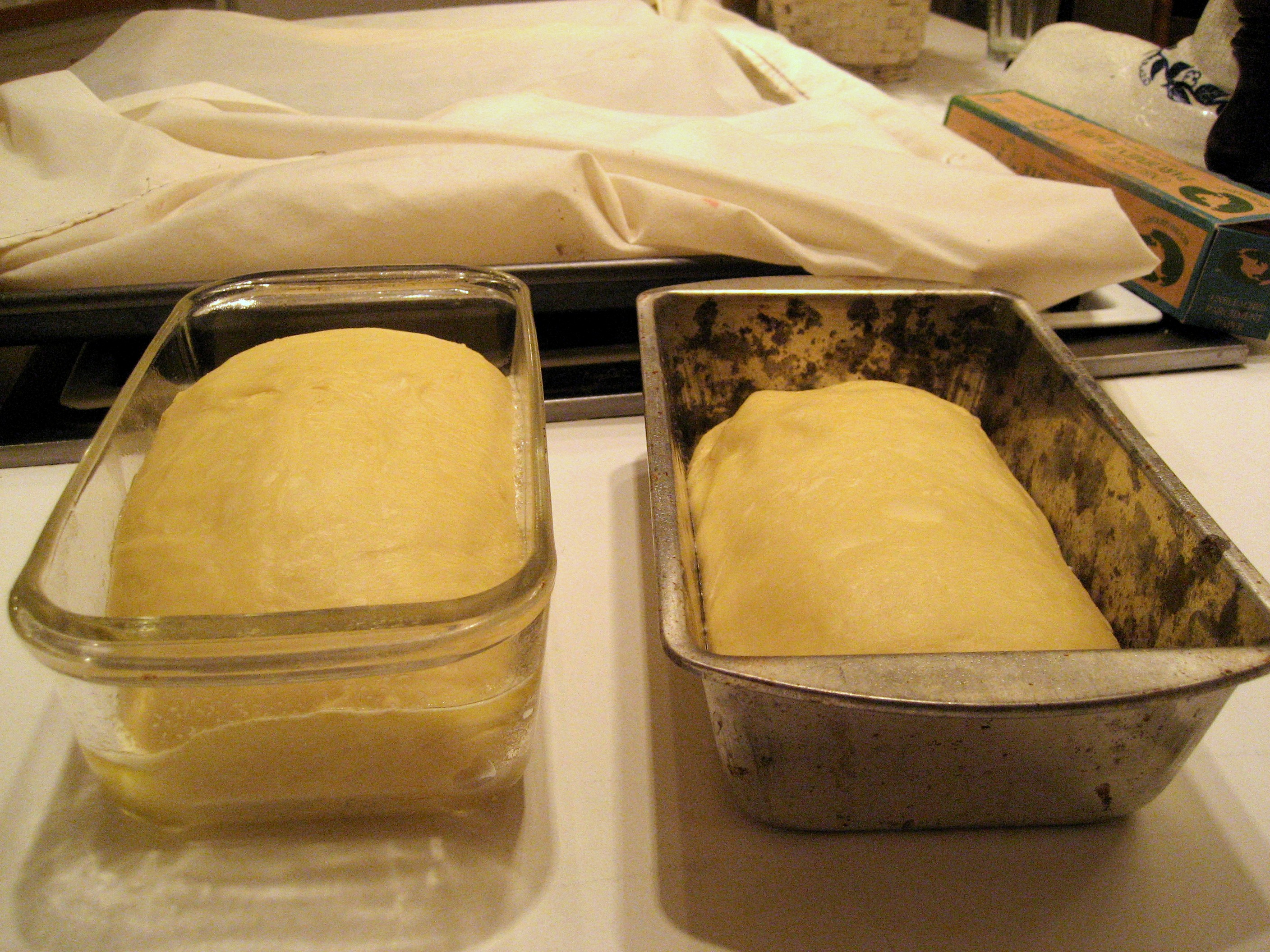
Стеклянная и металлическая формы

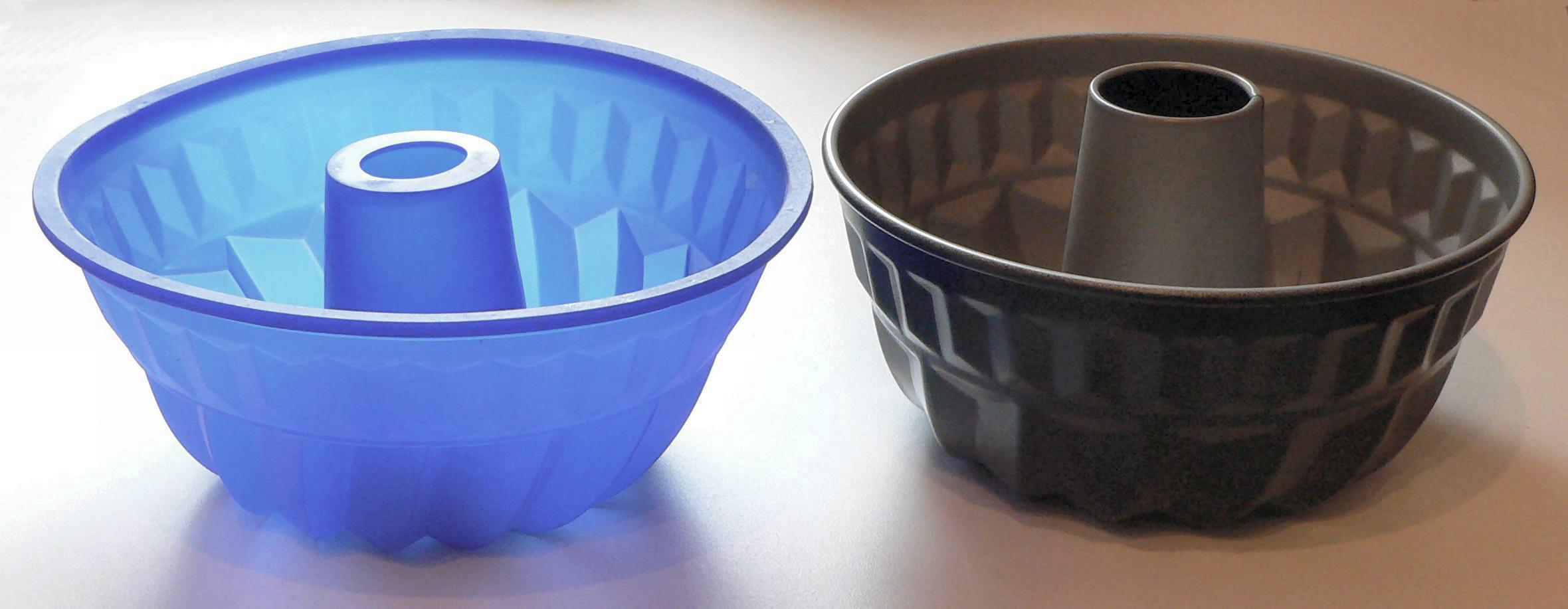
Силиконовая и металлическая кольцевые формы для кексов и баб

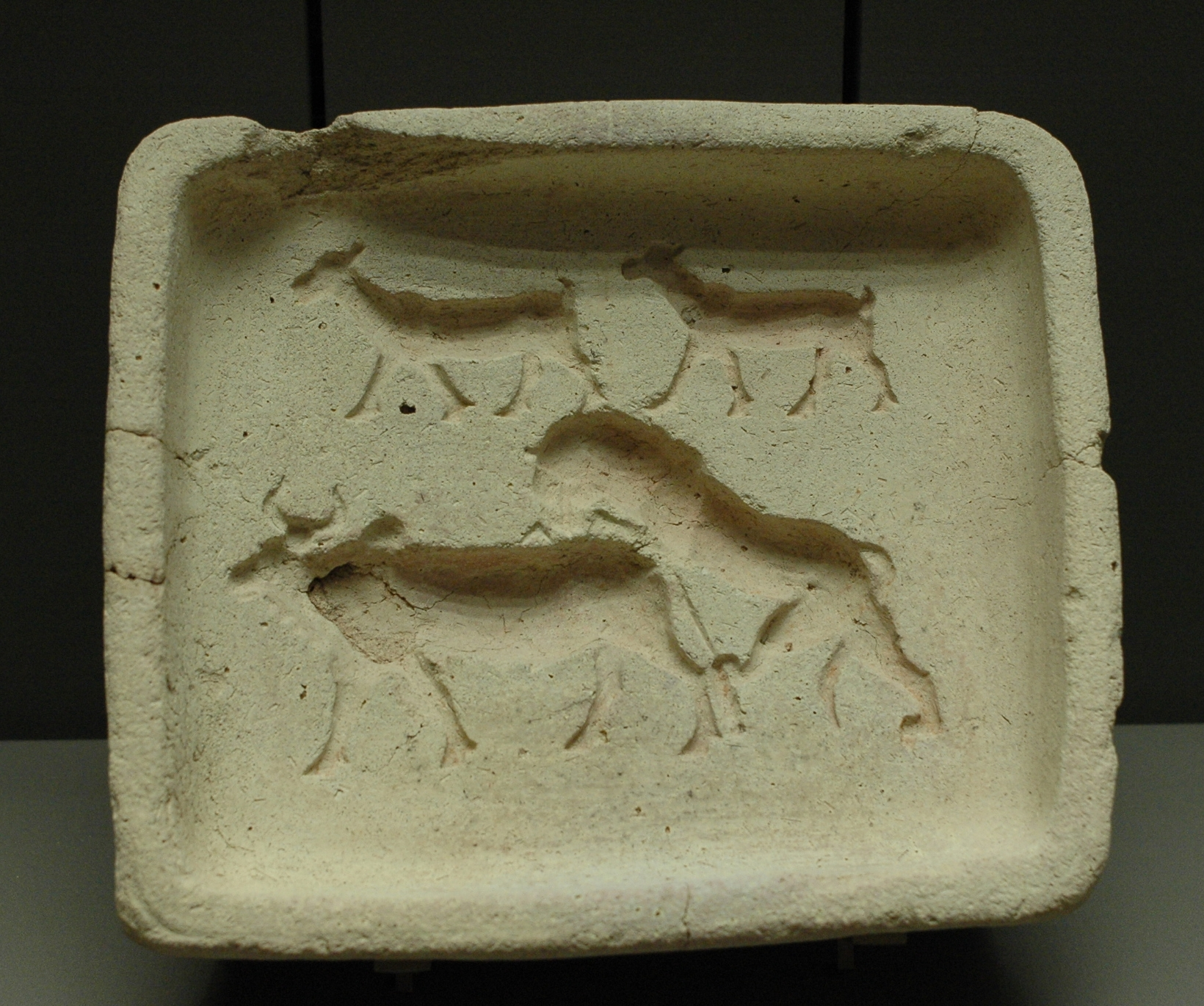
Древняя форма для выпечки. Сирия. II тысячелетие до н. э. Экспонат Лувра

Фо́рма для вы́печки, ку́хонные фо́рмы — предмет кухонной утвари для выпекания хлеба (хлебопекарная форма), хлебобулочных изделий, кондитерских изделий (пирогов, тортов и печенья) и других блюд с использованием духового шкафа, хлебопекарной или кондитерской печи. Первые формы для выпечки были керамическими. Сейчас наиболее популярны формы для выпечки из эмалированного или оцинкованного железа, часто с антипригарным покрытием. Помимо этого выпускаются прозрачные формы для выпечки из огнеупорного боросиликатного стекла. В последнее время всё чаще встречаются силиконовые формы для выпечки, которые, в отличие от металлических, — гибкие, что позволяет удобнее вынимать из них готовую выпечку. Кухонные формы бывают гладкими (для бисквитов, пирожков и тортов), с гофрированными краями (для желе, пудингов, заливных блюд), круглые и конические.
Форма для выпечки предохраняет от растекания жидкие виды теста (сдобное или бисквитное) и жирные начинки, пока содержащийся в них белок не свернётся от высокой температуры внутри печи и не скрепит массу. Поэтому для хлебобулочных изделий из дрожжевого или опарного теста, формы для выпечки используются редко. Формы без антипригарного покрытия необходимо перед использованием смазывать жиром, чтобы готовая выпечка не прилипла к форме. Смазанные жиром формы иногда дополнительно посыпают мукой или панировочной мукой.
Глубокие формы для выпечки кексов, панеттоне, куличей позаимствованы у котлов и горшков; появившееся позднее отверстие по центру служило более равномерному распределению тепла. Прямоугольные формы имеют приблизительно одинаковую высоту и ширину и обычно используются для выпечки сдобы, паштетов и хлеба. Плоские разъёмные (раздвижные) формы обычно круглой формы состоят из двух частей — боковой стенки с регулируемой шириной и дна, и используются для выпечки изделий, не имеющих жёсткой корки, например, тортов. Кроме больших, существуют и формы для мелкой выпечки (маффинов) в форме противня с углублениями и декоративные формы для рождественского или пасхального печенья. Формы для выпекания длинной прямоугольной буханки тостового хлеба, как и сама буханка, получили название «пульман» по аналогии с железнодорожным вагоном.